# Ctenotus kurnbudj
Ctenotus kurnbudj (курнбудзький гребневухий сцинк) — вид сцинкоподібних ящірок родини сцинкових (Scincidae). Ендемік Австралії.

## Поширення і екологія
Курнбудзькі гребневухі сцинки мешкають на заході Арнемлендського уступа на Північній Території, в басейні Алігаторових річок. Вони живуть в рідколіссях і сезонно затоплюваних прибережних лісах.